# 85183 Marcelayme
85183 Marcelayme este o planetă minoră (asteroid), cu un diametru de 2,614 km, din centura de asteroizi. A fost descoperită pe 18 ianuarie 1991 la Observatorul din Haute-Provence de Eric Walter Elst. 
Obiectul prezintă o orbită caracterizată de o semiaxă mare de 2,3557433680677 UAi, o excentricitate de 0,28, o înclinație de 22,3 ° în raport cu ecliptica.